# 拉约勒
拉约勒（法語：Laguiole，法語發音：[lajɔl]）是法国阿韦龙省的一个市镇，属于罗德兹区。

## 地名
该地名Laguiole的发音为[lajɔl]，根据实际发音其应译作“拉约勒”，《世界地名翻译大辞典》与《世界地名译名词典》将其按非当地标准发音译作“拉吉约勒”。

## 地理
拉约勒（44°41'3"N, 2°50'50"E）面积63.06 平方千米，位于法国奧克西塔尼大區阿韦龙省，该省份为法国南部内陆省份，位于法國中央高原南部，北起顺时针与康塔爾省、洛泽尔省、加尔省、埃罗省、塔恩省、塔恩-加龙省和洛特省接壤。
与拉约勒接壤的市镇（或旧市镇、城区）包括：阿尔让斯和欧布拉克、卡叙埃茹勒、屈里耶尔、拉特里尼塔、蒙佩鲁、苏拉日博讷瓦勒、圣于尔西兹。
拉约勒的时区为UTC+01:00、UTC+02:00（夏令时）。

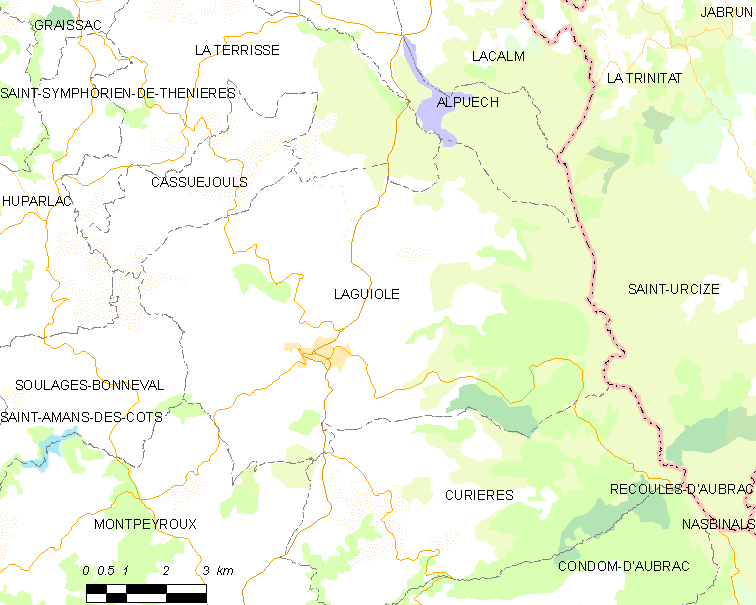
拉约勒的OSM定位图

## 行政
拉约勒的邮政编码为12210，INSEE市镇编码为12119。

## 政治
拉约勒所属的省级选区为欧布拉克-卡尔拉代斯县。

## 人口

1962-2008年间拉约勒人口变化图示

拉约勒于2022年1月1日时的人口数量为1215人。